# Presupozycja (językoznawstwo)
Presupozycja (językoznawstwo), (z łac. praesupponere ‘milcząco zakładać’) – w filozofii języka i językoznawstwie: niezwerbalizowane założenia w danej wypowiedzi. Poprzez presupozycje nadawca komunikatu sugeruje określone treści, które uważa za ‘oczywiste’, ‘ważne’, ‘godne naśladowania’, ‘zgodne z tradycją’ lub ‘wiarą’, chcąc wpłynąć na sposób myślenia i postępowanie odbiorcy komunikatu (np. głosowanie na określonego kandydata; skłonienie do podążania za daną orientacją polityczną albo doktryną religijną).

## Charakter presupozycji
W odróżnieniu od implikatur konwersacyjnych, które wiążą się z rozpoznaniem przez słuchacza intencji mówiącego, presupozycje niekoniecznie implikują funkcję komunikacyjną i kooperację między partnerami.
Marga Reis zajęła się w swojej rozprawie „Präsuppositionen und Syntax”  problemem, w jakim stopniu problem presupozycji jest istotny w aspekcie językowym. W świetle dwóch stanowisk badawczych: semantycznego (niezależnego od kontekstu) i pragmatycznego (zależnego od kontekstu) Reis rozważa kwestię, czy mogą istnieć językowe uwarunkowania presupozycji (sprachliche Präsuppositions-Garanten). Wyniki jej analiz dały odpowiedź negatywną. Podstawowe założenie, według którego presupozycje zależą od struktury języka (gramatyki i składni), przyświecające większości dotychczasowych badań, zostało podważone. Warunkiem presupozycji nie mogą być więc ani partykuły, ani spójniki, ani kategorie gramatyczne, ani zdania podrzędnie złożone. W teorii gramatyki nie ma miejsca na termin „presupozycja”, ponieważ presupozycje nie są zjawiskami czysto językowymi. Zdaniem Reis należą całkowicie do obszaru użycia języka, do pragmatyki.  Podobne stanowisko reprezentuje Robert C. Stalnaker, który jednak wyraźnie podkreśla, że analiza presupozycji językowo-semantycznych i esencjonalnie-pragmatycznych nie muszą się wzajemnie wykluczać.
Spośród funkcji języka: informacyjnej, regulatywnej, rytualnej i perswazyjnej, presupozycje w większości należą do tej ostatniej grupy. Ich siła przekonania jest jednak zawoalowana, ukryta za zewnętrzną postacią wypowiedzi językowej.

## Zakres występowania
Z presupozycjami mamy do czynienia w codziennych rozmowach, przemówieniach, artykułach i książkach, reklamach, w wierszach o wymowie społeczno-krytycznej. Są one niemal wszechobecne w życiu społecznym, polityce, nauce, marketingu, w instytucjonalnej religii. Można je jednak wykryć tylko pośrednio, ponieważ nie są wypowiadane i świadomie odbierane.

## Przykłady
Przykłady pochodzą z monografii Alicji Sakaguchi i są tłumaczeniem z języka niemieckiego.
Samochód Ewy jest w warsztacie. Stwierdzenie to zawiera treść domniemaną, milcząco się zakłada, że ‘Ewa ma samochód’, ‘że samochód Ewy jest w naprawie’ lub ‘jest w trakcie przeglądu’.
Skończyła się mąka. Stwierdzenie to może być ukrytą sugestią skierowaną do partnera, że powinien pójść do sklepu po mąkę. Tutaj duże znaczenie ma kontekst wypowiedzi.
Pieniądz to jedyny system stworzony przez ludzi, który pokonuje niemal każdą barierę kulturową i nie pyta o religię, płeć, rasę, wiek czy orientację seksualną. (Harari) W przeciwieństwie do opinii wielu filozofów, duchownych i myślicieli, że pieniądz jest źródłem wszelkiego zła, to stwierdzenie zakłada, ‘że pieniądz jest uosobieniem ludzkiej tolerancji, gdyż zwykle wytwarza zaufanie wśród obcych i umożliwia współpracę między nimi’. Ta pragmatyczna, zaczerpnięta z ludzkiego doświadczenia wiedza jest częścią znaczenia tego zdania.

## Rodzaje presupozycji
Angelika Linke/Markus Nussbaumer/Paul R. Portmann wyróżniają dwa główne typy presupozycji:
Presupozycje pragmatyczne - są one ważnym elementem w komunikacji interpersonalnej, który pozwala na sprawną i skuteczną wymianę informacji między rozmówcami. Przykład: Już zamykam drzwi do kuchni. Mleko wykipiało. Aby zrozumieć tę wypowiedź, niezbędna jest wiedza potoczna, którą można opisać mniej więcej tak: ‘Kiedy mleko wylewające się z garnka rozchodzi się po palniku rozgrzanej kuchenki, pali się i wydziela nieprzyjemny zapach, który w miarę możliwości powinien ograniczać się do kuchni, a nie rozprzestrzeniać się po całym mieszkaniu’. Poprzez zdanie Mleko wykipiało jako powód natychmiastowego zamknięcia drzwi kuchennych, zakłada się wiedzę empiryczną nadawcy i odbiorcy, że przelane mleko wydziela nieprzyjemną woń. Ta praktyczna wiedza jest częścią znaczenia tego zdania.
Presupozycje pragmatyczne występują tylko w kontekście danych wypowiedzi. Dotyczą działań komunikacyjnych w konkretnej sytuacji.
Presupozycje semantyczne - są one powiązane ze znaczeniem konkretnych słów lub struktur składniowych wypowiedzi. W przeciwieństwie do presupozycji pragmatycznych są niezależne od kontekstu wypowiedzi czy sytuacji komunikacyjnej. Przykład: Samira zdała egzamin na prawo jazdy. Zdanie to zakłada, ‚że Samira starała się zdać egzamin na prawo jazdy’. Pojęcia ‚starać się’, ‚udać się’, ‚osiągnąć coś’ (czasowniki implikacyjne) zawierają w sobie ‚podjęcie wysiłku’ jako dorozumiane znaczenie. Stan rzeczy założony w tym zdaniu pozostaje niezmieniony nawet w przypadku zaprzeczenia temu stwierdzeniu lub zamiany na zdanie pytające: Samira nie zdała egzaminu na prawo jazdy lub Czy Samira zdała egzamin na prawo jazdy?
Zdania wypowiadane przez działające podmioty opierają się albo na wiedzy i doświadczeniu, albo na poglądach, przekonaniach, wierze, mitach, dogmatach, pragnieniach i konkretnych intencjach. Z uwagi na to Alicja Sakaguchi rozróżnia dwa ontologicznie odmienne typy:
Presupozycje oparte na wiedzy i doświadczeniu, np.:  Ziemia i jej woda, zwłaszcza oceanów, wybrzuszają się po stronie najbliższej Księżycowi i po stronie najdalszej od Księżyca. Ta wypowiedź opiera się na wiedzy empirycznej, opartej na faktach i udowodnionych prawach (episteme), według której ‚zjawisko przypływów i odpływów wody powstają w wyniku sił grawitacyjnych pomiędzy Ziemią, Księżycem i Słońcem’.
Presupozycje bazujące na wyobrażeniach, a więc fikcjach, jak np. Młodzi Afgańczycy żegnają się nie tylko ze swoją ojczyzną, ale także z nieudanym projektem, który ukształtował ich życie przez ostatnie dwadzieścia lat. Była to próba stworzenia w Afganistanie nowego państwa, które zapewniłoby minimalny poziom wolności i praw. Zachodnia misja w Afganistanie opierała się na milczącym założeniu, ‘że ›Zachód wie, co robić i co jest słuszne‹’. Ten drugi typ Sakaguchi nazywa presupozycjami dyskursywnymi. Bowiem u podstaw wypowiedzi jednostki lub grup społecznych leży zwykle określona postawa (ideologiczna, polityczna, ekologiczna, religijna lub egzystencjalna). Z fenomenologicznego punktu widzenia presupozycje są według Sakaguchi ściśle związane z poziomem dojrzałości człowieka. Dlatego muszą być rozważane także w kontekście psychologicznym.